# Katonia
Katonia es un género de escarabajos de la familia Buprestidae.

## Especies
- Katonia tricolour (Thery, 1941)
- Katonia usambarae (Obenberger, 1922)